# Aniseres latus
Aniseres latus är en stekelart som beskrevs av Dasch 1992. Aniseres latus ingår i släktet Aniseres och familjen brokparasitsteklar. Inga underarter finns listade i Catalogue of Life.